# Antoni Maria Massanet Verd
Antoni Maria Massanet Verd (Palma, 1865 - Sogorb, 1911) va ser un eclesiàstic mallorquí, bisbe de Sogorb.
Fill de Joan Massanet Ochando. Va ser ordenat prevere el 22 de desembre de 1888. Va ser catedràtic de metafísica del seminari conciliar de Sant Pere de Ciutat de Mallorca (1895). Col·laborador del bisbe Jacinto M, Cervera. Director de la Tercera Ordre de Sant Domènec (1889). Visitador dels Germans Terciaris de Sant Francesc (1895). Fou visitador diocesà de les germanes franciscanes Filles de la Misericòrdia (1895) i director espiritual de l'Adoració Nocturna Espanyola (1906). El 19 de desembre de 1907 fou nomenat bisbe de Sogorb. El 23 de maig de 1908 va ser ordenat prelat a la Seu de Mallorca pel bisbe Pere Joan Campins. Com a bisbe de Sogorb promogué la fundació de les associacions religioses per a joves Filles de Maria i de la Congregació Mariana de Sant Lluís Gonzaga. Fundà una mutualitat sacerdotal i impulsà la comissió diocesana de la Bona Premsa i el culte a la Mare de Déu de la Cova Santa. Impulsà la formació sacerdotal i instituí una càtedra de sociologia en el seminari. Promogué l'ensenyament a través de l'Academia de Segunda Enseñanza y Estudios Especiales. Impulsà el sindicalisme agrari catòlic, el Cercle d'Obrers Catòlics i el Patronat Obrer de Sogorb. El seu episcopat es va caracteritzar per la proximitat a la població i la dedicació intensa al seu càrrec, que va ser de curta durada, ja que morí a Sogorb el 1911. Va ser proclamat fill il·lustre de Palma.